# Exposition du corps

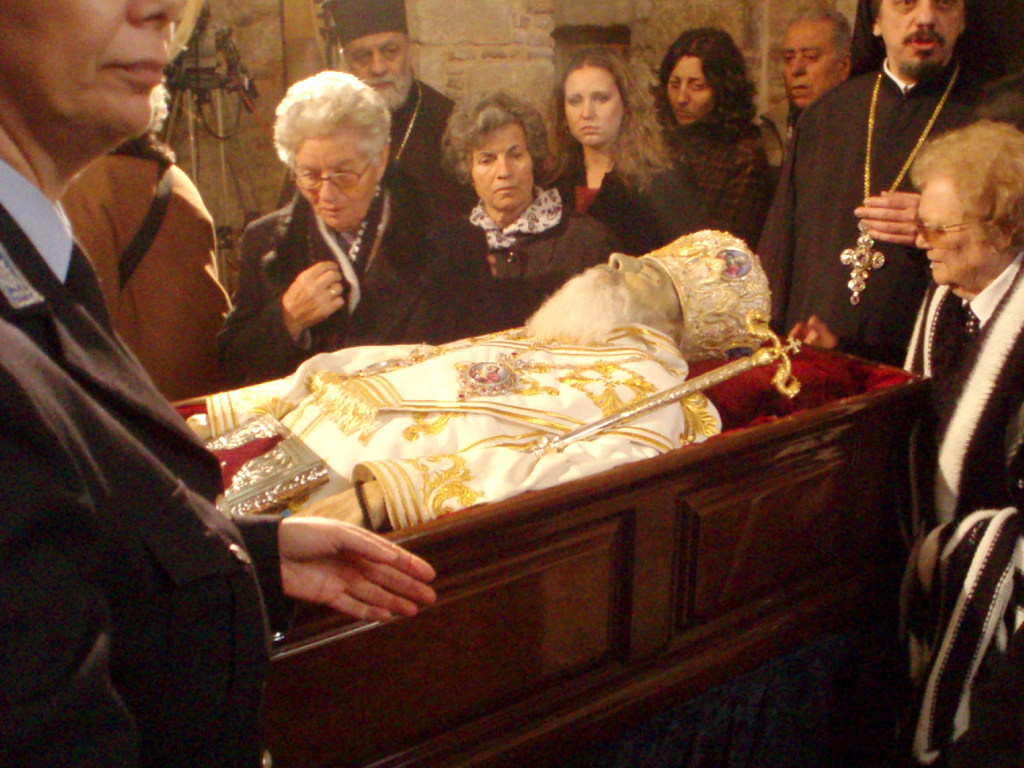
Exposition du corps de Christodule Ier d'Athènes.

L'exposition du corps  est la tradition selon laquelle le corps d'une personne décédée, souvent d'une grande stature sociale, soit mis à la disposition du public pour qu'il puisse le voir. Le repos funéraire diffère de l'honneur plus formel de la mise en bière, qui a généralement lieu dans le principal bâtiment gouvernemental du pays du défunt et est souvent accompagné d'une garde d'honneur.